# Jan van Montagu
Jan van Montagu (koninkrijk Frankrijk midden 14e eeuw – Azincourt, 25 oktober 1415) was bisschop van Chartres (1389-1406), aartsbisschop van Sens (1406-1415) en kanselier van Frankrijk (1405-1409).

## Levensloop
Jan van Montagu was de tweede zoon van Gerard van Montagu (gestorven 1380), die kamenier en raadsman van koning Karel V en Karel VI van Frankrijk was, en van Biette Cassinel (gestorven 1394). Dat Biette Cassinel de maîtresse was van Karel V werd lang geloofd doch recent historisch werk acht dit onmogelijk.
Jan kende zowel een carrière aan de Franse staat als in de Roomse kerk. Zo was Jan raadsheer bij het Parlement van Parijs, voorzitter van het Rekenhof (1398), kanselier van het graafschap Alençon en kanselier van Frankrijk (1405). In dienst van de Roomse kerk was hij eerst schatbewaarder van het bisdom Beauvais, dan kamenier bij tegenpaus Clemens VII in Avignon, kanunnik in Chartres en bisschop van Chartres (1391). Ten slotte werd hij bevorderd tot aartsbisschop van Sens (1406). In 1409 nam Jan deel aan het Concilie van Pisa om het Westers Schisma te stoppen.

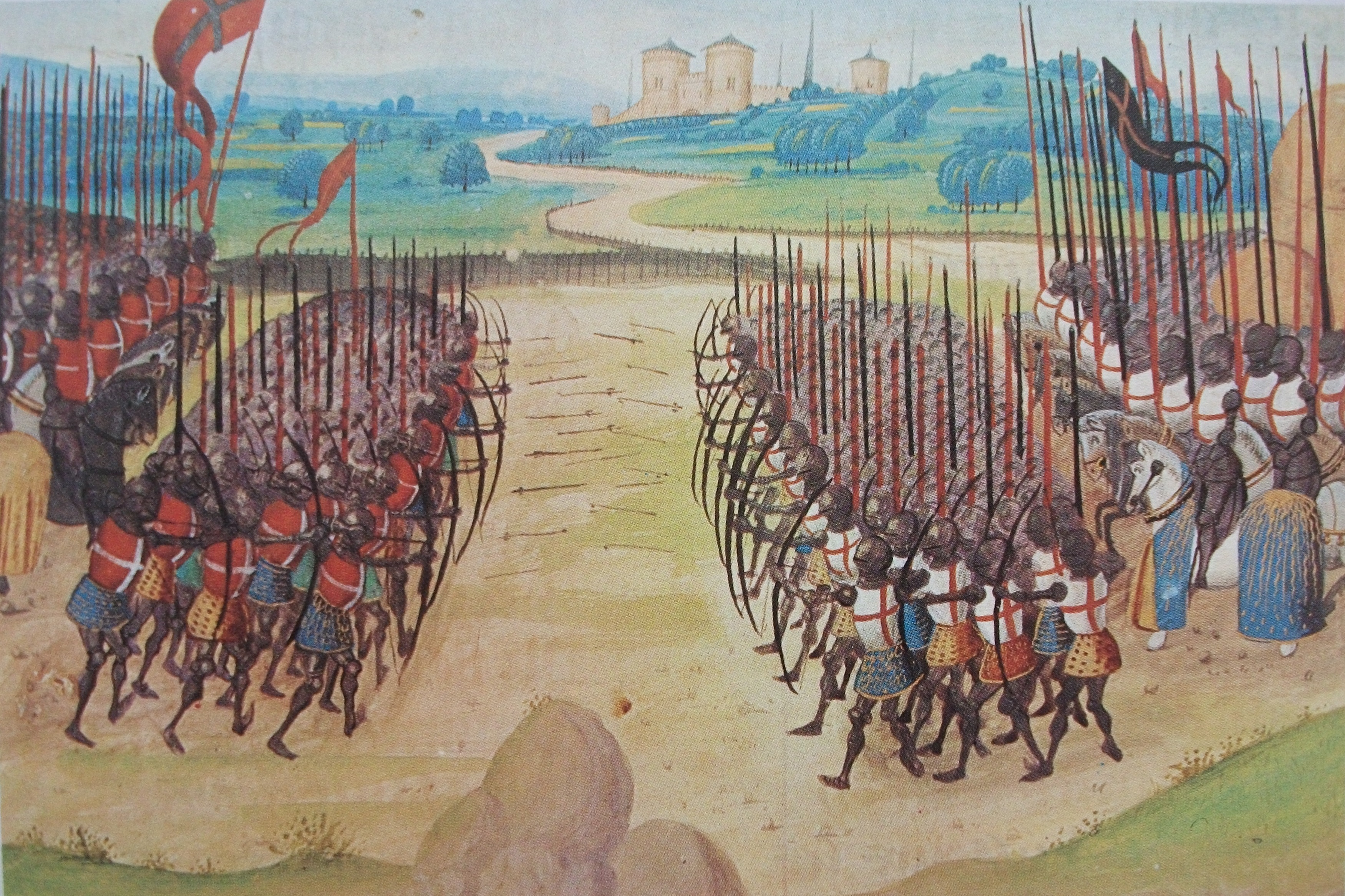
Slag bij Azincourt (1415)

De broers van Jan waren allebei belangrijke figuren in Parijs. Gerard van Montagu was bisschop van Parijs en naamgenoot Jan van Montagu (Jan II) was secretaris van koning Karel V en raadsman en schatbewaarder van koning Karel VI. De macht van broer Jan II was zo groot dat Jan zonder Vrees, hertog van Bourgondië, hem liet folteren en onthoofden in Parijs (1409). Het was de strijd tussen de Bourguignons en de Armagnacs in de Honderdjarige Oorlog.
Het werd ook onveilig voor Jan van Montagu, aartsbisschop van Sens. Deze vluchtte weg uit Sens, achternagezeten door soldaten van de Bourguignons. Jan zocht bescherming bij de machtige leider van de Armagnacs en grootgrondbezitter, Karel van Orléans. Over aartsbisschop Jan werd geschreven dat hij meer een helm droeg dan een mijter en meer een harnas dan een kazuifel.  Jan werd immers officier in het leger van Karel van Orléans. Hij trok ten strijde tegen de Engelsen die grote delen van Frankrijk bezetten tijdens de Honderdjarige Oorlog. Jan vocht heftig in de Slag bij Azincourt (1415); hij was de enige prelaat op het slagveld. De Engelsen wonnen en  de aartsbisschop overleefde de veldslag niet, net zomin als zijn neef Karel van Montagu, zoon van de terechtgestelde Jan II van Montagu; ook de aanvoerder Karel van Orléans sneuvelde.
Het lichaam van de dode aartsbisschop met de talrijke wonden werd getoond in de kathedraal van Sens. Daarnaast stond zijn wapenspreuk opgesteld: Overwinnen of sterven.